# Rainer Nossek
Rainer Nossek (Huttendorf, 5 de maio de 1920 - KIA, 30 de abril de 1945, Schwerin, Alemanha) foi um piloto alemão da Luftwaffe durante a Segunda Guerra Mundial. Voou cerca de 800 missões de combate, nas quais destruiu mais de 73 tanques inimigos.